# Tifanny Abreu
Tifanny Pereira de Abreu (Rodrigo Pereira de Abreu) (Paraíso do Tocantins, 29 de outubro de 1984) é uma jogadora de voleibol brasileira que atua como oposto e ponteira. Foi a primeira transexual a disputar uma partida oficial da Superliga.

## Biografia e carreira
Nascida em uma família pobre de Conceição do Araguaia, no estado do Pará, não conheceu o pai e teve que ajudar a família desde muito jovem. É a mais nova de sete irmãos. Consciente de que não poderia contar com apoio financeiro em casa, foi através do vôlei que vislumbrou a chance de realizar seus sonhos de vida. Foi então que saiu de casa em busca de dinheiro para fazer a transição de gênero.
O debate sobre a transexualidade no esporte começou em 2015, quando o Comitê Olímpico Internacional (COI) autorizou transexuais no esporte, estabelecendo algumas condições. Entretanto, vale lembrar que em 2003 a organização já havia se manifestado em relação à importância da autonomia da identidade de gênero na sociedade.
Devido a uma atualização nas regras para a inscrição de atletas, prévia aos Jogos Olímpicos de Verão de 2016, o COI deixou de exigir a cirurgia de redesignação sexual e passou a cobrar um ano de tratamento hormonal, em vez de dois anos. Para competir atualmente, a atleta que passar pela mudança de sexo, deve manter o nível de testosterona abaixo de 10nmol/L.
O documento em que o COI define as normas para a participação de transexuais assume que as condições podem ser reconsideradas a qualquer momento, caso novas descobertas médicas e científicas sejam feitas.
Antes de jogar em campeonatos femininos, entrou em quadra pela Superliga A e B no Brasil e em outros campeonatos masculinos nas ligas da Indonésia, Portugal, Espanha, França, Holanda e Bélgica. Enquanto defendia o clube JTV Dero Zele-Berlare da segunda divisão belga, resolveu concluir a transição de gênero.
No início de 2017, recebeu a permissão da Federação Internacional de Voleibol (FIVB) para competir em ligas femininas. Foi quando defendeu o Golem Palmi, time da segunda divisão da Itália. Após esse período, retornou ao Brasil e usou a estrutura do Vôlei Bauru para aprimorar a parte física e voltar para a Europa. A atleta recebeu uma proposta e aceitou defender o time do interior paulista. A liberação para atuar na Superliga veio dois dias antes da estreia oficial, no dia 10 de dezembro, após exames da comissão médica da Confederação Brasileira de Vôlei (CBV).

## Vida pessoal
Após conseguir o dinheiro para realizar sua cirurgia – o custo total gira em torno de R$ 30 mil –, Tifanny abandonou a carreira no vôlei por não ter consciência de que poderia atuar por uma equipe feminina. A intenção era retornar ao Brasil após a transição e buscar uma nova carreira profissional.

## Clubes
| Período         | Clube                 | País     | Ref.  |
| --------------- | --------------------- | -------- | ----- |
| 2008-09         | Esmoriz               | Portugal | [ 3 ] |
| 2010            | UFJF                  | Brasil   | [ 4 ] |
| 2011            | UFJF                  | Brasil   | [ 4 ] |
| 2014            | JTV Dero Zele-Berlare | Bélgica  | [ 3 ] |
| 2017            | Golem Palmi           | Itália   | [ 3 ] |
| 2017            | Vôlei Bauru           | Brasil   | [ 2 ] |
| 2021 - presente | Osasco                | Brasil   |       |